# Ouarzazate
Ouarzazate (/ˌwɑːrzəˈzæt, -ˈzɑːt/; arabsko ورزازات, latinizirano: Warzāzāt, IPA: [warzaːˈzaːt])), z vzdevkom Vrata puščave, je mesto in glavno mesto province Ouarzazate v regiji Drâa-Tafilalet, južni osrednji Maroko.
Ouarzazate je glavna turistična destinacija v Maroku med počitnicami, pa tudi izhodišče za izlete v in čez dolino Draa in puščavo. Utrjena vas Ksar Ait-Ben-Hadu zahodno od mesta je na Unescovem seznamu svetovne dediščine.
Območje Ouarzazate je znana lokacija za snemanje filmov, saj največji maroški studii vabijo k sodelovanju številna mednarodna podjetja. Filmi, kot so Lawrence Arabski (1962), The Man Who Would Be King (1975), The Living Daylights (1987), The Last Temptation of Christ (1988), Mumija (1999), Gladiator (2000), Kingdom of Heaven (2005), Kundun (1997), Legionnaire (1998), The Hills Have Eyes (2006), Tu so snemali Salmon Fishing in the Yemen (2011) in The Wages of Fear (2024) ter del televizijske serije Igra prestolov. To je bilo prizorišče snemanja izmišljenega mesta Agapenta v četrti sezoni Netflixove serije Outer Banks.

## Etimologija
Njegovo ime izhaja iz berberske fraze, ki pomeni »brez hrupa« ali »brez zmede«.

## Zgodovina
Dolgo časa je bil Ouarzazate majhna prehodna točka za afriške trgovce na poti v severni Maroko in Evropo. V 16. stoletju je šejk Abu al-'Abaas Ahmed bin Abdelah al-Vizkiti al-Varzazi, emir kazbe Ouarzazate in oče Lala Masuda, pomagal vzpostaviti Saadijcem nadzor nad regijo Sous-Dra'a.
Ouarzazate je bil dom cvetoče judovske skupnosti. Leta 1954 je v Melahu živelo približno 170 Judov. Stara sinagoga, sinagoga, ki naj bi bila stara skoraj 300 let, stoji v Ouarzazatu. Obstaja tudi judovsko pokopališče, ki ni več v uporabi.
V francoskem obdobju se je Ouarzazate precej razširil kot garnizijsko mesto, upravno središče in carinska postaja, leta 1931 pa je bila zgrajena cerkev (Eglise Saint Therese). Je dom kazbe Taourirt, ki je bila kazba nekdanjega kaida in kasneje v lasti T'hami El Glaouija. Kruppov top, ki je zagotovil moč Glaouija, je danes razstavljen zunaj kazbe.
Mesto je bilo del trase relija Dakar leta 2006 in 2007.
Bližnja sončna elektrarna Ouarzazate, ki jo sofinancira Arabska liga, je bila priključena na maroško električno omrežje februarja 2016.
1. novembra 2023 se je Ouarzazate skupaj s Casablanco pridružil Unescovi mreži ustvarjalnih mest.

## Geografija
Ouarzazate je na nadmorski višini 1160 metrov sredi gole planote južno od gorovja Visoki Atlas, s puščavo na jugu mesta.
Ouarzazate ima vroče puščavsko podnebje (Köppnova podnebna klasifikacija BWh). Mesto je poleti vroče in suho, pozimi pa je lahko zelo mrzlo, z ledenimi vetrovi, ki prihajajo iz gorovja Visokega Atlasa.

## Znamenitosti
Kazba Taourirt je zgodovinska mestna kazba (utrjena rezidenca ali tighremt v berberskih jezikih). V poznem 19. stoletju in v 20. stoletju ga je imela v lasti in razširila družina Glaoui. Zgrajena je večinoma iz nabite zemlje in je eden najbolj impresivnih primerov te vrste gradnje, ki je značilna za arhitekturo gora Atlas in oaznih območij Maroka, kjer živijo pretežno Berberi.
Malo zahodno od mesta je Ksar Ait-Ben-Hadu, zgodovinski ksar (utrjena vas) in Unescov seznam svetovne dediščine.

## Filmska industrija
Film je glavna industrija v Ouarazazateu in predstavlja velik del njegovega gospodarstva. Njegov uspeh je posledica prisotnosti puščavskih pokrajin in zgodovinske arhitekture, razpoložljivosti usposobljenih tehnikov, nizkih produkcijskih stroškov in maroškega poenostavljenega postopka za pridobivanje filmskih dovoljenj. Večina produkcij je iz ZDA ali zahodne Evrope, vendar se je v zadnjih letih povečalo tudi število indijskih in kitajskih produkcij. Glede na študijo, objavljeno leta 2020, se v Ouarzazatu vsako leto posname približno 20 do 50 tujih filmskih in televizijskih produkcij. Leta 2017 so vodje maroških filmskih studiev trdili, da je približno 80 odstotkov osebja, uporabljenega pri filmski produkciji, Maročanov
Atlas Studios je največji filmski studio na svetu glede na površino. Ustanovljena je bila leta 1983. Tukaj so snemali filme, vključno z The Living Daylights, Asterix & Obelix: Mission Cleopatra, Lawrence Arabski, The Man Who Would Be King, Mumija, Kingdom of Heaven, Gladiator, Hanna in Babel. To je bila tudi lokacija epizode televizijske serije The Amazing Race 10 in Igra prestolov sezona 3. Prison Break sezona 5 je bila posneta tukaj.
Drug velik studio v Ouarzazatu je CLA Studios, ustanovljen leta 2004.
Muzej kinematografije, ki stoji nasproti Kazbe Taourirt, je bil odprt leta 2007 in je v nekdanjem filmskem studiu. Muzej prikazuje filmske kulise, rekvizite in tehnično opremo iz prejšnjih produkcij.

## Galerija
- Ulica v Ouarzazateju
- Kazba Ksar Ait-Ben-Hadu
- Kazba Aksar
- Oasis du Fint
- Zadnja stran Kazbe Taourirt
- Staro mesto Ouarzazate